# Chleby pokładne

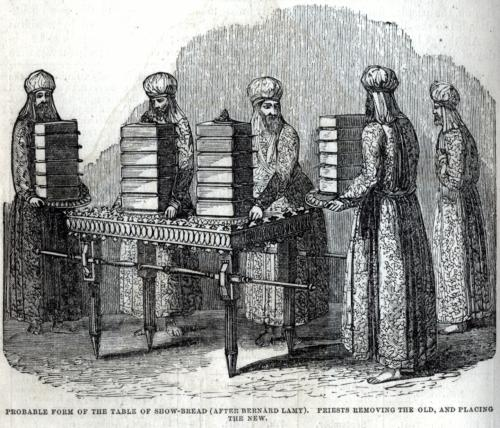
Chleby pokładne wymieniane przez kapłanów na świeże po upływie tygodnia; ilustracja z Biblii

Chleby pokładne, dosł. chleby oblicza – pieczywo obrzędowe; dwanaście placków z mąki przaśnej składanych jako nakazany przez prawo mojżeszowe rodzaj bezkrwawej ofiary.
Chleby były bardzo duże (do wypieku każdego z nich używano 2/10 efy najczystszej mąki, tj. ok. 4 l) i układano je na złotym stole w dwa stosy – po sześć. Chleby składano w każdy szabat w Miejscu Świętym Namiotu Spotkania, a później w świątyni. Po tygodniu były usuwane; mogli zjeść je tylko kapłani. Ofiara chlebów pokładnych była symbolem wdzięczności Izraela dla Jahwe za chleb powszedni.

## Odniesienia w Biblii
Nakaz składania chlebów pokładnych w charakterze ofiary znajduje się w Księdze Kapłańskiej. Po rozdzieleniu chlebów na dwa stosy na każdym z nich kapłan miał położyć trochę kadzidła jako upamiętnienie ofiary spalanej dla Jahwe.
Pierwsza wzmianka o chlebach pokładnych znajduje się w Księdze Wyjścia, przy okazji nakazu zbudowania złotego stołu (Wj 25, 23–28):

Będziesz zawsze kładł na stole przede mną chleby pokładne.

Podobny fragment zawiera Księga Liczb:

Chleb ustawicznej ofiary powinien również na nim [na stole] się znajdować.

Pierwsza Księga Samuela zawiera opis, kiedy to Dawid poprosił w Nob kapłana Achimeleka o pięć chlebów. Achimelek, nie dysponując innymi chlebami oprócz chlebów pokładnych, dał je Dawidowi.